# Kia Joice
Kia Joice — компактвэн фирмы Kia Motors, серийно выпускаемый с 1993 по 2002 год. Вытеснен с конвейера моделью Kia Carens. 

## Описание
Автомобиль Kia Joice разработан совместно с Hyundai Motor Company. Автомобиль базирован на той же платформе, что и Hyundai Santamo.
Модель оснащена бензиновым двигателем внутреннего сгорания объёмом 2 литра. Мощность варьировалась от 120 до 139 л. с.
В 2001 году модель прошла рестайлинг.
Производство завершилось в 2002 году.

## Галерея

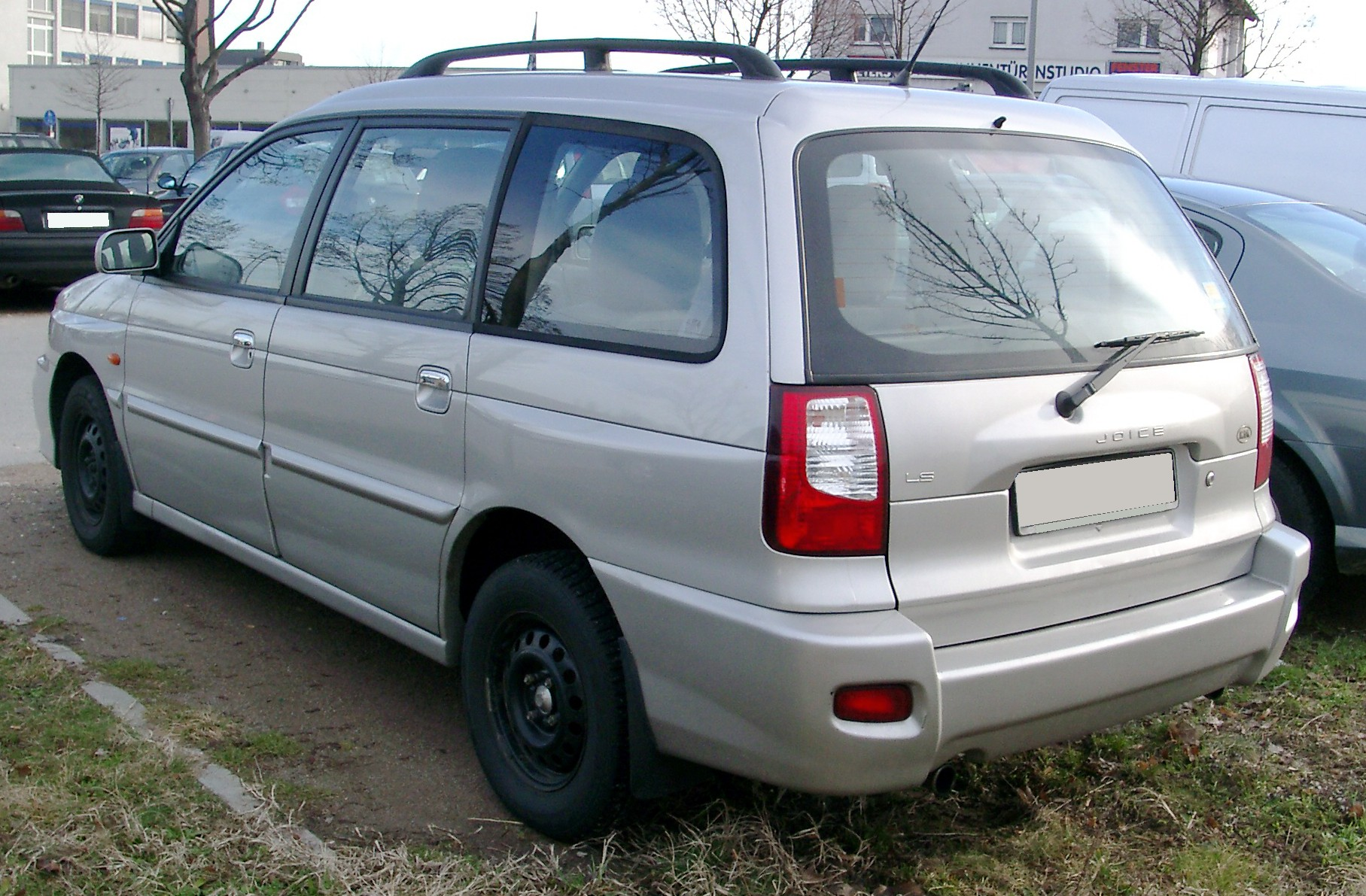
Kia Joice
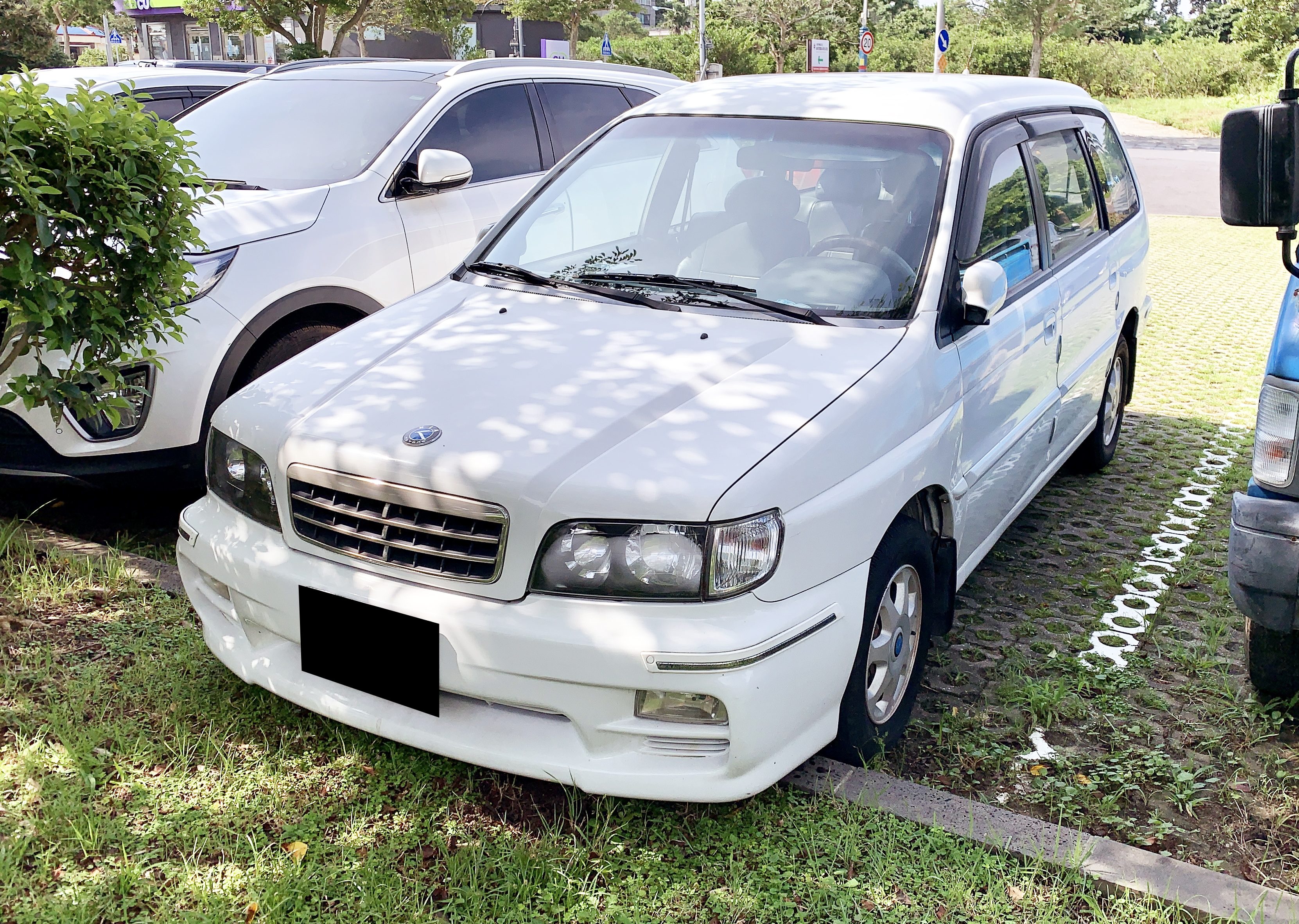
Kia Carstar (вид спереди)
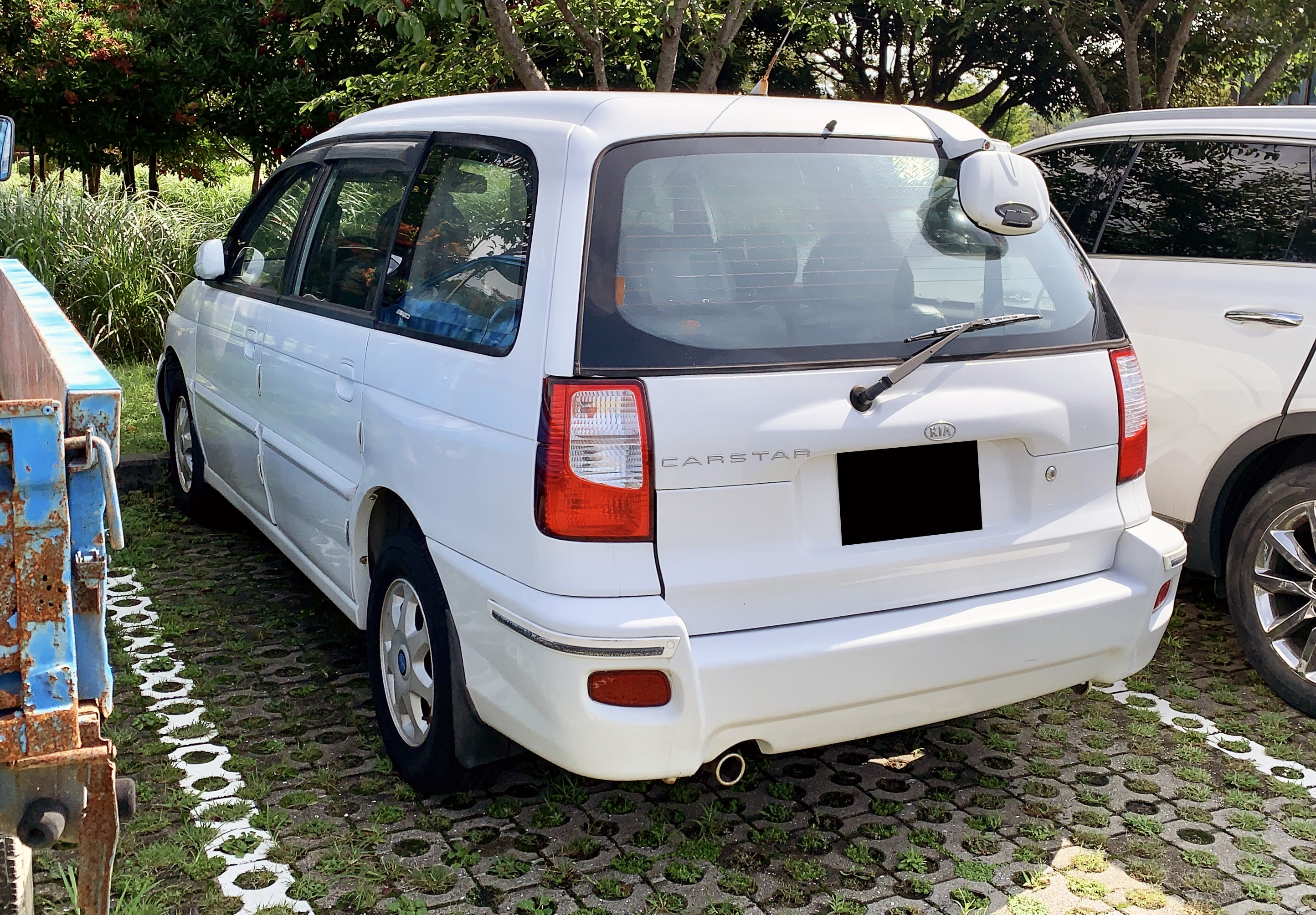
Kia Carstar (вид сзади)